# Insurrecció talibana
La insurrecció talibana va començar després de la caiguda del poder del grup durant la guerra del 2001 a l'Afganistan. Les forces talibanes van lluitar contra el govern afgà, anteriorment dirigt pel president Hamid Karzai i després dirigit pel president Ashraf Ghani, i contra la Força Internacional d'Assistència i de Seguretat (ISAF), liderada pels Estats Units. L'ofensiva talibana de 2021 va resultar en el col·lapse del govern d'Ashraf Ghani.
La insurrecció es va estendre fins a cert punt a la frontera de la línia Durand fins al veí Pakistan, en particular la regió de Waziristan i Khyber Pakhtunkhwa. Els talibans van portar a terme una guerra de baixa intensitat contra les Forces de Seguretat Nacional afganeses i els seus aliats de l'OTAN, així com contra objectius civils. Sovint s'acusa als països regionals, particularment al Pakistan, l'Iran, la Xina i Rússia, de finançar i donar suport als grups insurgents.
La Xarxa aliada Haqqani, Hezb-e Islami Gulbuddin i grups més petits d'Al-Qaeda també han format part de la insurrecció.